# خدنگچه اسکندر
خدنگچه اسکندر (نام علمی: Crossarchus alexandri) نام یک گونه از سرده خدنگچه است.